# Прича о кмету Симану (филм)
„Прича о кмету Симану” је југословенски ТВ филм из 1978. године. Режирао га је Сулејман Купусовић а сценарио је написао Јан Беран по делу Иве Андрића.

## Улоге
| Глумац             | Улога |
| ------------------ | ----- |
| Урош Крављача      |       |
| Драган Шаковић     |       |
| Даринка Ђурашковић |       |
| Звонко Марковић    |       |
| Васја Станковић    |       |
| Жарко Велицки      |       |
| Владо Јокановић    |       |
| Ратко Петковић     |       |
| Миодраг Брезо      |       |
| Аднан Палангић     |       |